# Prosthodendrium pyramidum
Prosthodendrium pyramidum är en plattmaskart. Prosthodendrium pyramidum ingår i släktet Prosthodendrium och familjen Lecithodendriidae. Inga underarter finns listade i Catalogue of Life.